# 米德韋 (伊利諾伊州塔茲韋爾縣)
米德韋（英語：Midway）是位於美國伊利諾伊州塔茲韋爾縣的一個非建制地區。該地的面積和人口皆未知。

## 地理
米德韋的座標為40°31′10″N 89°39′43″W / 40.51944°N 89.66194°W，而該地的平均海拔高度為157米（即515英尺）。